# Sovrintendente (polizia italiana)

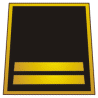
Vecchio distintivo di qualifica per Sovrintendente della Polizia di Stato

Il sovrintendente è una qualifica della Polizia di Stato, del Corpo di Polizia Penitenziaria e, fino al 31 dicembre 2016, del Corpo Forestale dello Stato. Tale qualifica è superiore al vice sovrintendente e sottoposto al sovrintendente capo. Il sovrintendente riveste la qualifica di ufficiale di Polizia Giudiziaria ed agente di pubblica sicurezza. Prima del 1995 la qualifica di sovrintendente (della Polizia di Stato) era sottoposta a quella di sovrintendente principale. Fino al 1981 la qualifica di sovrintendente era conosciuta come brigadiere di pubblica sicurezza.
Il distintivo di qualifica del sovrintendente consiste in due rombi color oro affiancati per il personale appartenente alla Polizia di Stato ed in due barrette parallele color argento per il personale appartenente alla Polizia Penitenziaria.

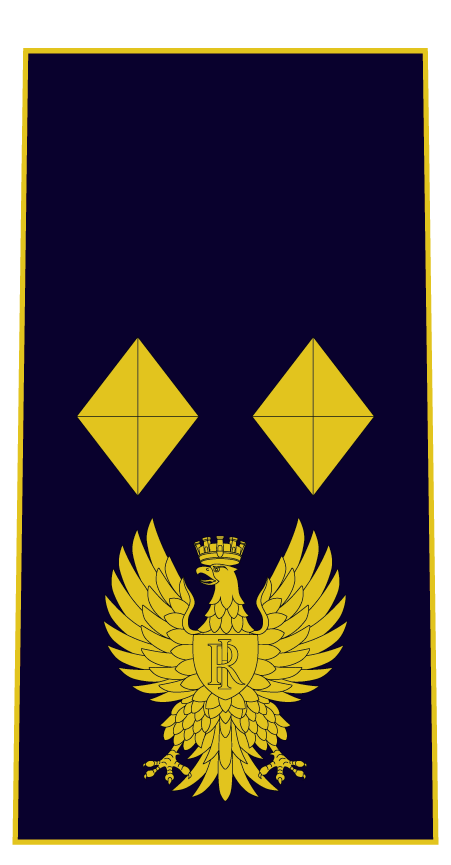
Distintivo di qualifica per controspallina di sovrintendente della Polizia di Stato
Distintivo di qualifica per controspallina di sovrintendente della Polizia Penitenziaria
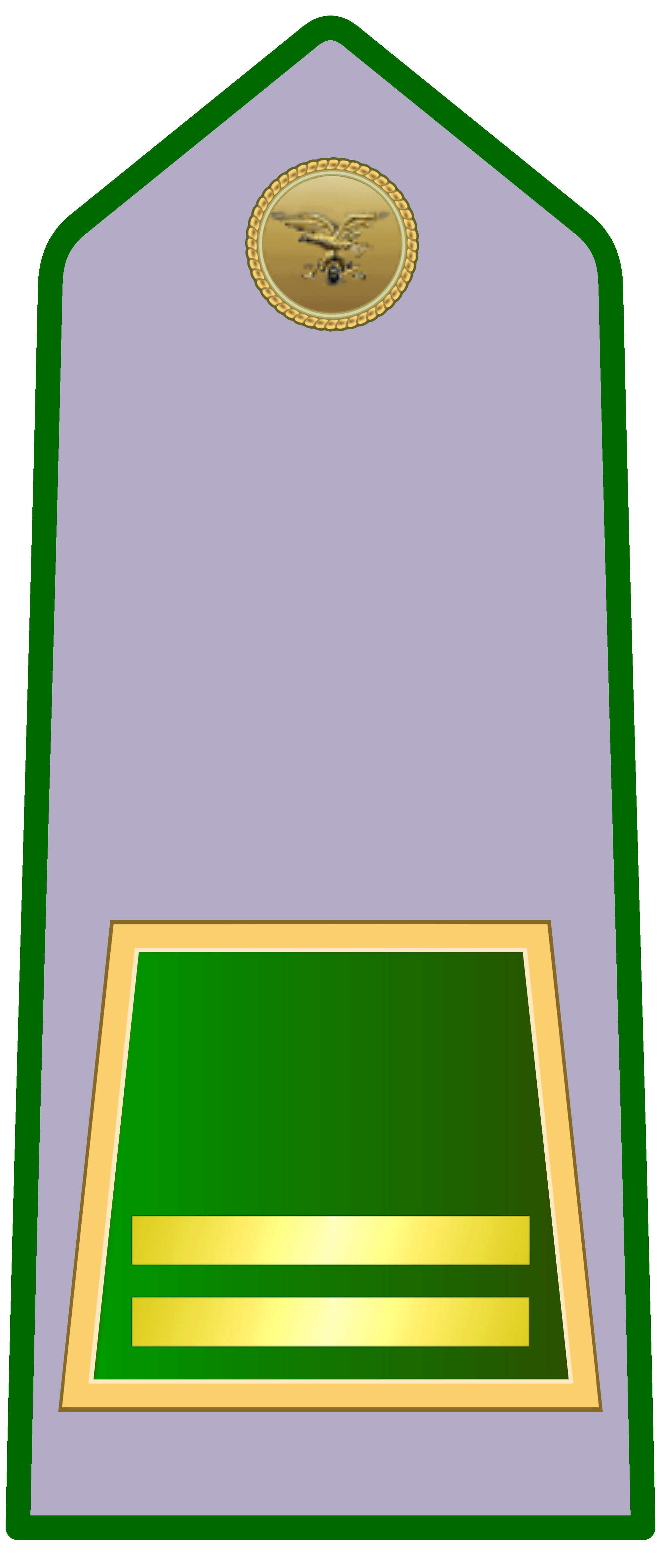
Distintivo di qualifica per controspallina di sovrintendente del Corpo Forestale dello Stato

## Comparazione con i gradi delle forze armate italiane

Distintivo di grado per controspallina di sergente maggiore dell'Esercito Italiano
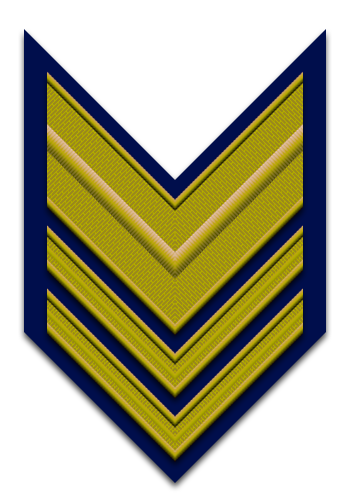
Distintivo da braccio di sergente maggiore dell'Aeronautica Militare
Distintivo di grado di secondo capo della Marina Militare
Il distintivo per spallina di brigadiere dell'Arma dei Carabinieri

## Comparazione con i gradi dei corpi ad ordinamento militare

Distintivo di grado per controspallina di brigadiere della Guardia di Finanza
Distintivo di grado per controspallina di sergente maggiore del Corpo militare volontario della Croce Rossa Italiana
Distintivo di grado per controspallina di sergente maggiore del Corpo militare dell'ACISMOM